# Liste du patrimoine mondial au Tchad
Cet article recense les sites inscrits au patrimoine mondial au Tchad.

## Statistiques
Le Tchad ratifie la Convention pour la protection du patrimoine mondial, culturel et naturel le 23 juin 1999. Le premier site protégé est inscrit en 2012.
En 2016, le Tchad compte 2 sites inscrits au patrimoine mondial, 1 naturel et 1 mixte.
Le pays a également soumis 7 sites à la liste indicative, 4 culturels et 2 naturels et 1 mixte.

## Listes

### Patrimoine mondial
Les biens tchadiens suivants sont inscrits au patrimoine mondial en 2025.
| Id.  | Bien                                             | Provinces    | Année | Superficie (ha) | Critères et notes         | Coordonnées                  | Illus. |
| ---- | ------------------------------------------------ | ------------ | ----- | --------------- | ------------------------- | ---------------------------- | ------ |
| 1400 | Lacs d'Ounianga                                  | Ennedi Ouest | 2012  | 62 808          | Naturel, (vii)            | 19° 03′ 18″ N, 20° 30′ 22″ E |        |
| 1475 | Massif de l’Ennedi : paysage naturel et culturel | Ennedi Ouest | 2016  | 2 441 200       | Mixte, (iii), (vii), (ix) | 17° 02′ 31″ N, 21° 51′ 47″ E |        |

### Liste indicative
Les biens suivants sont inscrits sur la liste indicative du pays au début 2025.
| Id.  | Bien                                                      | Provinces             | Année | Critères et notes | Coordonnées                               | Illus. |
| ---- | --------------------------------------------------------- | --------------------- | ----- | --- | ----------------------------------------- | ------ |
| 2054 | Les curieuses mines de fer de Tele-Nugar                  | Guéra                 | 2005  | Culturel | 10° 00′ 00″ N, 18° 34′ 59″ E              |        |
| 2055 | Gravures et peintures rupestres de l'Ennedi et du Tibesti | Ennedi Ouest, Tibesti | 2005  | Culturel La proposition vise à étendre l'actuel bien du massif de l'Ennedi, qui fait l'objet d'une inscription depuis 2016. Elle consiste en deux zones distinctes, sur l'Ennedi et le Tibesti. | 16° 24′ N, 22° 08′ E 20° 47′ N, 18° 03′ E |        |
| 2056 | Parc national de Zakouma                                  | Salamat               | 2005  | Naturel | 10° 48′ 32″ N, 19° 40′ 30″ E              |        |
| 6361 | Paysage culturel du Lac Tchad                             | Lac                   | 2018  | Mixte, (ii), (iii), (vii), (ix) Proposition transfrontalière conjointe avec le Cameroun, le Niger et le Nigeria.                                                                                | 14° 02′ N, 13° 38′ E                      |        |
| 2052 | Les ruines d'Ouara (en)                                   | Ouaddaï               | 2005  | Culturel | 14° 10′ 59″ N, 20° 42′ 00″ E              |        |
| 2050 | Site à hominidés anciens du Djourab                       | Borkou                | 2005  | Naturel | 16° 14′ 31″ N, 17° 29′ 02″ E              |        |
| 2049 | Le site métallurgique de Begon II                         | Logone-Oriental       | 2005  | Culturel | 8° 19′ N, 16° 09′ E                       |        |